# Библиография Дмитрия Щербакова
Дмитрий Иванович Щербако́в (1893—1966) — советский геолог, минералог, геохимик и географ. Доктор геолого-минералогических наук (1936), профессор (1946). Академик АН СССР (1953), Лауреат Ленинской премии (1965), Заслуженный деятель науки и техники Киргизской ССР (1963).

### 1910
- Д. И. Щербаков. Лименский выход изверженных пород // Материалы по петрографии Крыма : в 2 ч. Ч. 1. — СПб.: Известия Санкт-Петербургского политехнического института. Отделение техническое, естественное и математическое, 1914. — С. 637—660.
- Щербаков Д. И. Зеленокаменные породы Алупки // Материалы по петрографии Крыма : в 2 ч. Ч. 2. — С.-П: Известия Санкт-Петербургского политехнического института. Отделение техническое, естественное и математическое, 1915. — С. 195—206.
- Щербаков Д. И. Дополнение к отчету о разведке алунитового месторождения на Среднем Урале // Труды Комиссии сырья. Вып. 4. — С.-П: Комиссия военно-технической помощи объединенных научных и технических организаций, 1917. — С. 55—60.

### 1920
- Щербаков Д. И. Отчет о предварительном обследовании Крыма в отношении каменных строительных материалов, произведенном в августе 1918 г // Каменные строительные материалы. — С.-П: типография им. товарища Алексеева, 1923. — С. 33—45.
- Вернадский В. И., Щербаков Д. И. Уран и радий // Химико-технический справочник. Изд. 2-е, испр. и доп. — Л.: Научное химическо-техническое издательство, 1923. — С. 153—155.
- Щербаков Д. И. Месторождения радиоактивных руд и минералов Ферганы и задачи их дальнейшего исследования. — Л.: РАН, 1924. — 59 с.
- Щербаков Д. И. Полезные ископаемые Южной Карелии. — М.: Ученый совет Северной научно-промысловой экспедиции, 1924. — 25 с.
- Щербаков Д. И., Ферсман А. Е. Тюя-Муюнское месторождение радиевых руд в Фергане. — М.: НТО ВСНХ, 1925. — 37 с.
- Щербаков Д. И., Ерчиковский Г. О. Обследование горных пород при помощи электроскопа // Сообщения о научно-технических работах в Республике. Вып.18. — М.: НХТИ НТО ВСНХ, 1925. — С. 20—21.
- Щербаков Д. И., Моисеев А. С. Возраст сланцевых свит окрестностей Тюя-Муюнского радиевого рудника в Южной Фергане // Сообщения о научно-технических работах в Республике. Вып.18. — М.: НХТИ НТО ВСНХ, 1925. — С. 37—38.
- Щербаков Д., Волков П., Бруновский Б. Ванадий, никель и уран в силурийской сланцевой толще Южной Ферганы // Сообщения о научно-технических работах в Республике. Вып.18. — М.: НХТИ НТО ВСНХ, 1925. — С. 38—40.
- Щербаков Д. И., Запарицкий А. Н. Возраст и характер залегания базальтов в окрестностях Тюя-Муюнского рудника // Сообщения о научно-технических работах в Республике. Вып.18. — М.: НХТИ НТО ВСНХ, 1925. — С. 40—41.
- Щербаков Д., Кочкин М. Следы термальных процессов и баритовые жилы окрестностей Тюя-Муюнского радиевого рудника // Сообщения о научно-технических работах в Республике. Вып.18. — М.: НХТИ НТО ВСНХ, 1925. — С. 41—43.
- Щербаков Д. И. Крым // Ископаемое сырье: химико-технический справочник. Ч. 2: Ископаемое сырье по экономическим областям СССР. — Л.: НХТИ НТО ВСНХ, 1925. — С. 96—103.
- Щербаков Д. И. Туркестан // Ископаемое сырье: химико-технический справочник. Ч. 2: Ископаемое сырье по экономическим областям СССР / ред. Д. И. Щербаков, А. Е. Ферсман. — Л.: НХТИ НТО ВСНХ, 1925. — С. 201—218, 326-327. — 399 с.
- Щербаков Д. И. Впечатление о Тюя-Муюнском радиевом руднике // Труды Туркестанского научного общества при Среднеазиатском государственном университете. — 1925. — Т. 2. — С. 197.
- Щербаков Д. И. Сера на мировом рынке // Сера. — Л.: АН СССР, 1926. — С. 5—62.
- Щербаков Д. И. Отчет Экспедиции на серные месторождения у колодцев Шиих, Каракумы, ноябрь 1925 г // Сера. — Л.: АН СССР, 1926. — С. 63—100.
- Щербаков Д. И. Новые данные о месторождении киновари и антимонита в Южной Фергане // Доклады АН СССР. Август. — 1926. — С. 153—156.
- Щербаков Д. И. Месторождение полиметаллических руд на реке Чал-Куйрюк в Алайском хребте // Доклады АН СССР. Август. — 1926. — С. 157—160.
- Щербаков Д. И. К минералогии окрестностей селения Лякан в Южной Фергане // Доклады АН СССР. Октябрь. — 1926. — С. 191—194.
- Щербаков Д. И., Ферсман А. Е. Колодцы в песках Каракумов // Известия ГГИ : журнал. — 1926. — № 17. — С. 87—90.
- Щербаков Д. И. Экспедиция на серные бугры в пустыню Каракумы осенью 1925 г // Природа : журнал. — 1926. — № 7/8. — С. 73—90.
- Щербаков Д. И. Сера // Нерудные ископаемые / ред. Д. И. Щербаков и др. — Л.: АН СССР, 1927. — С. 539—592.
- Щербаков Д. И. Отчёт о работах Каракумской серной экспедиции осенью 1926 г // Серная проблема в Туркменистане. — Л.: АН СССР, 1928. — С. 3—38.
- Щербаков Д. И. Краткая опись маршрутов Каракумской серной экспедиции // Серная проблема в Туркменистане. — Л.: АН СССР, 1928. — С. 39—64.
- Щербаков Д. И. К вопросу о добыче серы из каракумских месторождений // Серная проблема в Туркменистане. — Л.: АН СССР, 1928. — С. 195—222.
- Щербаков Д. И., Ферсман А. Е. Научно-исследовательские работы в Центральных Каракумах в целях содействия организации водного хозяйства в скотоводческих районах // Серная проблема в Туркменистане. — Л.: АН СССР, 1928. — С. 225—238.
- Щербаков Д. И., Федорович Б. А. Пильные известняки Крыма // Каменные строительные материалы. — Л.: АН СССР, 1928. — С. 28—54.
- Щербаков Д. И., Соседко А. Ф. Работы Южно-Ферганской экспедиции по изучению сурьмяно-ртутных месторождений // Доклады АН СССР. — 1928. — С. 181—186.
- Щербаков Д. И., Горбунов Н. П. Памирская экспедиция 1928 г. Труды Экспедиции. Вып. 1: Общий отчёт. — Л.: АН СССР, 1929. — 99 с.
- Щербаков Д. И., Ферсман А. Е. Наполнители и отяжелители // Нерудные ископаемые / ред. Д. И. Щербаков и др. — М.: АН СССР, 1929. — С. 107—110.

### 1930
- Щербаков Д. И. Автопробег через Центральные Каракумы // Каракумы. Результаты экспедиций 1928 и 1929 гг. — Л.: АН СССР, 1930. — С. 1—22.
- Щербаков Д. И. Организация исследовательских работ в Центральных Каракумах // Каракумы. Результаты экспедиций 1928 и 1929 гг. — Л.: АН СССР, 1930. — С. 89—99.
- Щербаков Д. И. Задачи Каракумского геоморфологического отряда // Каракумы. Результаты экспедиций 1928 и 1929 гг. — Л.: АН СССР, 1930. — С. 251—256.
- Щербаков Д. И. Сурьмяно-ртутные месторождения Ферганы. Доклад и заключение Сырьевой секции Комитета по химизации от 14 февраля 1930 г. // Химия и хозяйство : журнал. — 1930. — № 3. — С. 134—136.
- Щербаков Д. И. К геохимии Алайского хребта // Памирская экспедиция 1928 г. Труды Экспедиции. Вып. 7: Геология и геохимия. — Л.: АН СССР, 1931. — С. 1—52.
- Щербаков Д. И. Нефелин и его применение: материалы Ленинградской чрезвычайной сессии Академии наук СССР, Ленинград, 25-30 ноября 1931 г. — Л.: издательство АН СССР, 1932. — 12 с.
- Щербаков Д. И. Характеристика ископаемых богатств Средней Азии, районы Ферганы в особенности: тезисы доклада. — М. - Л: Государственное экономическое издательство, 1932. — 5 с.
- Щербаков Д. И., Ферсман А. Е. Пути использования нефелина // Хибинские апатиты и нефелины: Нефелиновый сборник. — Л.: Госхимтехиздат, 1932. — Т. 4. — С. 28—35.
- Щербаков Д. И. Памирская высокогорная экспедиция // Экспедиции Всесоюзной академии наук 1931 г. — Л.: АН СССР, 1932. — С. 189—200.
- Щербаков Д. И. Рудная база сурьмы и ртути в СССР // Труды IV Всесоюзной геологической конференции по цветным металлам. Вып. 5: Малые и редкие металлы. — М., Л: Цветметиздат, 1932. — С. 180—183.
- Щербаков Д. И. Радиоурановые месторождения // Труды IV Всесоюзной геологической конференции по цветным металлам. Вып. 5: Малые и редкие металлы. — М., Л: Цветметиздат, 1932. — С. 211—215.
- Щербаков Д. И., Горбунов Н. П. Памирская (Таджикская) экспедиция Академии наук СССР 1930 г // Памирская экспедиция 1930 г. Труды Экспедиции. Вып. 1: Термы и газы. — Л.: АН СССР, 1932. — С. 1—14.
- Щербаков Д. И., Боровская Т. В. Ртуть // Памирская экспедиция 1930 г. Труды Экспедиции. Вып. 3: Полезные ископаемые. — Л.: АН СССР, 1932. — С. 1—18.
- Щербаков Д. И. Охнинское ртутное месторождение // Памирская экспедиция 1930 г. Труды Экспедиции. Вып. 3: Полезные ископаемые. — Л.: АН СССР, 1932. — С. 87—93.
- Щербаков Д. Н. На Памире: экспедиция Академии наук СССР // Вестник АН СССР : журнал. — 1932. — № внеочередной. — С. 5—14.
- Щербаков Д. И. Первые шаги Геохимического института Академии наук в социалистическом строительстве // Вестник АН СССР : журнал. — 1932. — № 4. — С. 11—22.
- Щербаков Д. И. Новые пути использования нефелина // Карело-Мурманский край : журнал. — 1932. — № 1/2. — С. 38—40.
- Щербаков Д. И. Горные богатства Таджикистана и перспективы их освоения // Проблемы Таджикистана. Труды I Конференции по изучению производительных сил Таджикской ССР. — Л.: АН СССР, 1933. — Т. 1. — С. 40—53.
- Щербаков Д. И. Перспективы промышленности редких и малых металлов // Узбекистан: труды и материалы I Конференции по изучению производительных сил Узбекистана, Узбекистан, 19-28 декабря 1932. — Л.: АН СССР, 1933. — Т. 2. — С. 145—149.
- Щербаков Д. И. Памирская высокогорная экспедиция 1931 г // Памирская экспедиция 1931 г.: труды экспедиции: Вып. 3: Полезные ископаемые. — Л.: АН СССР, 1933. — С. 7—25.
- Щербаков Д. И., Ферсман А. Е. Ископаемые богатства Средней Азии // Таджикская комплексная экспедиция 1932 г. — Л.: ГХТИ, 1933. — С. 56—70.
- Щербаков Д. И. Восточная часть хребта Петра Великого // Таджикская комплексная экспедиция 1932 г. — Л.: ГХТИ, 1933. — С. 275—288.
- Щербаков Д. И. Кара-Мазар и Памир // Материалы I Кара-Мазарского съезда по цветным и редким металлам, Ходжент, 18-26 октября 1931 года. — Сталинабад: Таджгиз, 1933. — С. 11—19.
- Щербаков Д. И. Нефелин // Полезные ископаемые Ленинградской области и Карельской АССР: справочник. Ч. 1: Ленинградская область. — Л., М: Государственное научно-техническое геологическое издательство, 1933. — С. 404—412.
- Щербаков Д. И. Сурьмяно-ртутная зона Южной Киргизии: тезисы доклада // Материалы I Конференции по изучению производительных сил Киргизской АССР. Вып. 1. — Л.: АН СССР, 1933. — С. 7—9.
- Щербаков Д. И. Комплексное использование шлихов должно быть освоено // Редкие металлы : журнал. — 1933. — № 4. — С. 5.
- Щербаков Д. И. Геохимическая станция в Ходженте // Труды Таджикистанской базы. Геология и геохимия. — М., Л: АН СССР, 1935. — Т. 4. — С. 13—26.
- Щербаков Д. И. Ртуть и сурьма Средней Азии и проблема их использования // Минеральные богатства Средней Азии. — Л.: Химтеорет, 1935. — С. 95—107.
- Щербаков Д. И. Мышьяк, редкие и малые элементы Средней Азии // Минеральные богатства Средней Азии. — Л.: Химтеорет, 1935. — С. 107—130.
- Щербаков Д. И. В поисках пегматитовых жил: геологические работы Таджикско-Памирской экспедиции // Экспедиции Академии наук СССР 1934 г. — М., Л: АН СССР, 1935. — С. 401—408.
- Щербаков Д. И. Особенности металлогении Средней Азии // Таджикско-Памирская экспедиция 1934 г.. — М., Л: АН СССР, 1935. — С. 37—50.
- Щербаков Д. И. Применить на Северном Кавказе оправдавшие себя опыты работы по редким металлам в Средней Азии // Природные богатства Северо-Кавказского края. — М., Пятигорск: Северо-Кавказское государственное издательство, 1935. — С. 230—232.
- Щербаков Д. И. Научные итоги Таджикско-Памирской экспедиция 1934 года // Вестник АН СССР : журнал. — 1935. — № 5. — С. 17—28.
- Щербаков Д. И. Проблемы сверхредких и рассеянных элементов // Редкие металлы : журнал. — 1935. — № 3. — С. 28—38.
- Щербаков Д. И. Новые данные о сурьмяно-ртутных месторождениях Средней Азии // Редкие металлы : журнал. — 1935. — № 5. — С. 29—38.
- Щербаков Д. И., Наливкин Д. В. Горные богатства Средней Азии // Известия : журнал. — 1935. — № 84.
- Щербаков Д. И. Отзыв о научной работе К. Власова // Сборник научных работ комсомольцев Академии наук СССР. — М., Л: АН СССР, 1936. — С. 41.
- Щербаков Д. И. Отзыв о научной работе И. Дубровой-Рекстынь // Сборник научных работ комсомольцев Академии наук СССР. — М., Л: АН СССР, 1936. — С. 104.
- Щербаков Д. И. Геохимические идеи в практике Таджикско-Памирской экспедиции // Научные итоги работ Таджикско-Памирской экспедиции. — М., Л: АН СССР, 1936. — С. 7—34.
- Щербаков Д. И. Генетические типы оловорудных проявлений Средней Азии // Научные итоги работ Таджикско-Памирской экспедиции. — М., Л: АН СССР, 1936. — С. 477—507.
- Щербаков Д. И., Харкович Д. С. В верховьях реки Камчатки // Экспедиции Академии наук СССР 1934 года. — М., Л: АН СССР, 1936. — С. 261—274.
- Щербаков Д. И. В поисках пегматитовых жил // Экспедиции Академии наук СССР 1934 года. — М., Л: АН СССР, 1936. — С. 399—406.
- Щербаков Д. И. Рудные богатства Киргизской АССР // Проблемы Киргизской АССР: труды II Конференции по освоению природных ресурсов Киргизской АССР, Москва, 8-12 февраля 1935 г. — М., Л: АН СССР, 1936. — Т. 1. — С. 82—96.
- Щербаков Д. И. А. П. Карпинский и геологическая молодёжь // Вестник АН СССР : журнал. — 1936. — № 7. — С. 66—68.
- Щербаков Д. И. Из итогов Совещания по олову // Вестник АН СССР : журнал. — 1936. — № 8/9. — С. 23—28.
- Щербаков Д. И. Горные богатства Таджикистана: выставка работ Таджикско-Памирской экспедиции // Вестник АН СССР : журнал. — 1936. — № 11/12. — С. 77—86.
- Щербаков Д. И. Генетические типы бериллиевых месторождений СССР // Редкие металлы : журнал. — 1936. — № 1. — С. 35—41.
- Щербаков Д. И. Шеелитоносные скарны Таджикистана // Редкие металлы : журнал. — 1936. — № 3. — С. 10—16.
- Щербаков Д. И. Работы Таджикско-Памирской экспедиции в 1935 г // Сорена : журнал. — 1936. — № 5. — С. 144—152.
- Щербаков Д. И. Задачи Ломоносовского института и его работа // Сорена : журнал. — 1936. — № 6. — С. 133—140.
- Щербаков Д. И. Задачи геолого-разведочных работ по малым и редким металлам // Плановое хозяйство : журнал. — 1936. — № 6. — С. 57—72.
- Щербаков Д. И. Рудные богатства Таджикистана // Экспедиции Академии наук СССР 1935 г. — М., Л: АН СССР, 1937. — С. 229—242.
- Щербаков Д. И. Редкие элементы Средней Азии // Международный геологический конгресс: тезисы докладов, СССР. — М., Л: ОНТИ, 1937. — С. 173.
- Щербаков Д. И. Оловоносность Средней Азии в свете работ 1935 года // Таджикско-Памирская экспедиция 1935 г. — М., Л: АН СССР, 1937. — С. 109—142.
- Щербаков Д. И. Совещание по сырьевой базе молибдена // Вестник АН СССР : журнал. — 1937. — № 4/5. — С. 66—72.
- Щербаков Д. И. Александр Петрович Карпинский и советская геология // Вестник АН СССР : журнал. — 1937. — № 6. — С. 1—5.
- Щербаков Д. И. Проблема сырьевой базы редких и малых металлов в Третьей пятилетке // Вестник АН СССР : журнал. — 1937. — № 6. — С. 10—12.
- Щербаков Д. И. Институт геохимии, минералогии и кристаллографии им. М. В. Ломоносова: работа за 1932-1937 гг. // Вестник АН СССР : журнал. — 1937. — № 10/11. — С. 145—161.
- Щербаков Д. И. Направление поисков и разведок редких металлов в III пятилетии // Проблемы советской геологии : журнал. — 1937. — Т. 7, № 8. — С. 707—718.
- Щербаков Д. И. Итоги Совещания по сырьевой базе молибдена // Редкие металлы : журнал. — 1937. — № 4. — С. 15—21.
- Щербаков Д. И. Распределение месторождений редких металлов по СССР // Вестник знаний : журнал. — 1937. — № 8. — С. 23—24.
- Щербаков Д. И. Сырьевая база редких металлов СССР // Редкие металлы : журнал. — 1938. — № 1. — С. 14—24.
- Щербаков Д. И. Задачи изучения полиметаллического оруденения в Донбассе // Цветные металлы : журнал. — 1938. — № 4. — С. 3—9.
- Щербаков Д. И., Вублейников Ф. Д. На поиски руд и минералов. — М., Л: ГОНТИ, 1939. — 87 с.
- Щербаков Д. И. Геологическое строение полуострова Камчатки по работам экспедиции Академии наук СССР // Труды XVII сессии Международного геологического конгресса, СССР, 1937. — М., Л: ГОНТИ, 1939. — Т. 2. — С. 667—668.
- Щербаков Д. И. Дашкесан как сырьевая база кобальта. К истории эксплуатации и разведок // Цветные металлы : журнал. — 1939. — № 2. — С. 33—38.

### 1940
- Щербаков Д. И. Редкие элементы Средней Азии // Труды XVII сессии Международного геологического конгресса, СССР, 1937. — М.: ГНТИ, 1940. — Т. 5. — С. 109—112.
- Щербаков Д. И., Бублейников Ф. Д. Замечательные геологические явления нашей страны. — М., Л: АН СССР, 1941. — 190 с.
- Щербаков Д. И., Бублейников Ф. Д., Зубков В. В. Книга для чтения по геологии: пособие для учителей средней школы страны. — М.: Учпедгиз, 1941. — 184 с.
- Щербаков Д. И. В поисках радия. — М., Л: Госгеолиздат, 1941. — 134 с.
- Щербаков Д. И. Проблема урана // Наука и жизнь : журнал. — 1941. — № 5. — С. 14—18.
- Щербаков Д. И. Горы и недра Кавказа: из дневника Кавказской экспедиции Академии наук СССР // Наука и жизнь : журнал. — 1941. — № 6. — С. 37—40.
- Щербаков Д. И., Бублейник Ф. Д. Происхождение и поиски руд. — Свердловск, М: ГНТИ, 1943. — 66 с.
- Щербаков Д. И. Задачи и методика поисков радиоактивных минералов в Средней Азии. — М., Л: Государственное издательство геологической литературы, 1944.
- Щербаков Д. И. Памяти академика В. И. Вернадского // Записки Всероссийского минералогического общества. Ч. 74, вып. 1. — 1945. — 4-6 с.
- Щербаков Д. И. Памяти Владимира Ивановича Вернадского // Советская геология : журнал. — 1945. — № 5. — С. 3—4.
- Щербаков Д. И. Принципы и методика составления металлогенической карты // Советская геология : журнал. — 1945. — № 5. — С. 52—64.
- Щербаков Д. И. Принципы поисков высокотемпературных месторождений на Центральном Кавказе // Академику Дмитрию Степановичу Белянкину к семидесятилетию со дня рождения и сорокапятилетию научной деятельности. — М.: АН СССР, 1946. — С. 470—476.
- Щербаков Д. И. Высокотемпературные рудные формации Центрального Кавказа // Вопросы минералогии, геохимии и петрографии: светлой памяти Александра Евгеньевича Ферсмана. (1883-1945). — М., Л: АН СССР, 1946. — С. 219—227.
- Щербаков Д. И. В. И. Вернадский и радиогеология // Записки Всероссийского минерального общества. Ч. 75, вып. 1. — 1946. — С. 37—42.
- Щербаков Д. И. Путешествия и работы А. Е. Ферсмана по Средней Азии // Записки Всероссийского минерального общества. Ч. 75, вып. 1. — 1946. — С. 77—82.
- Щербаков Д. И. Тяжелая утрата: памяти А. Е. Ферсмана // Советская геология : журнал. — 1946. — № 10. — С. 3—7.
- Щербаков Д. И. В. И. Крыжановский. 1881-1947 // Вестник АН СССР : журнал. — 1947. — № 6. — С. 46—47.
- Щербаков Д. И. Горные богатства нашей родины: стенограмма публичной лекции, прочитанной в Центральном лектории Всесоюзного общества по распространению политических и научных знаний в Москве. — М.: Правда, 1948. — 31 с.
- Щербаков Д. И. Общие закономерности распределения месторождений цветных и редких металлов // Геология и рудные месторождения Центрального Кавказа. — М., Л: АН СССР, 1948. — С. 118—126.
- Щербаков Д. I, Бублейников Ф. Д. Найвизначніші геологічні явища нашої країни. — Київ: Державне видання техничної літератури України, 1949. — 200 с.
- Щербаков Д. И. Альпинизм в помощь советской науке // К вершинам советской земли: сборник, посвященный 25-летию советского альпинизма. — М.: Государственное издательство географической литературы, 1949. — С. 97—104.
- Щербаков Д. И. Иссык-Куль - горячее озеро // Глобус. — М.: Государственное издательство детской литературы, 1949. — С. 282—286.
- Щербаков Д. И. География на практике // Глобус. — М.: Государственное издательство детской литературы, 1949. — С. 347—353.

### 1950
- Щербаков Д. И. А. Е. Ферсман и его путешествия. — М.: Государственное издательство географической литературы, 1950. — 499 с.
- Щербаков Д. И. Географическая наука и кинематограф // Наука и кино: сборник статей. — М.: Госкиноиздат, 1950. — С. 28—31.
- Щербаков Д. И. Воспоминания о последних днях жизни А. Е. Ферсмана: сокращенное изложение доклада на Заседании памяти А. Е. Ферсмана // Вестник АН СССР : журнал. — 1950. — № 9. — С. 98.
- Щербаков Д. И. Великие исследователи земных недр: В. И. Вернадский и А. Е. Ферсман // Знание - сила : журнал. — 1950. — № 7. — С. 11—15.
- Щербаков Д. И. Клады Земли // Советский воин : журнал. — 1950. — № 4. — С. 27.
- Щербаков Д. И., Бублейников Ф. Д. Земная кора и геологические процессы. — М.: Государственное педагогическое издательство, 1951. — 312 с.
- Щербаков Д. И. Мои путешествия. (Как я стал географом). — М., Л: Детгиз, 1951. — 144 с.
- Щербаков Д. И. О геохимических работах А. Е. Ферсмана на острове Челекен: реферат доклада // Вестник АН СССР : журнал. — 1951. — № 9. — С. 94.
- Щербаков Д. И. На трассе великого канала: к постановлению о строительстве Главного Туркменского канала Аму-Дарья - Красноводск // Наука и жизнь : журнал. — 1951. — № 1. — С. 7—9.
- Щербаков Д. И. Озеро-море: Байкал // Наука и жизнь : журнал. — 1951. — № 8. — С. 20—22.
- Щербаков Д. И. Южно-Украинский и Северо-Крымский каналы // Пропагандист и агитатор : журнал. — 1951. — № 9. — С. 37—44.
- Щербаков Д. И. В мире вулканов // Вокруг света : журнал. — 1951. — № 7. — С. 45—48.
- Щербаков Д. И. Важный жанр советского кино: о развитии географического научно-популярного фильма // Советское искусство : журнал. — 1951. — № 28 июля.
- Щербаков Д. И. По Крыму, Кавказу и Средней Азии: путевые очерки. — М.: Государственное издательство географической литературы, 1952. — 294 с.
- Щербаков Д. И. О картах прогноза дли магматогенных рудных месторождений // Известия АН СССР. Серия геологическая : журнал. — 1952. — № 4. — С. 9—14.
- Щербаков Д. И. Шкала геологического времени // Природа : журнал. — 1952. — № 7. — С. 90—91.
- Щербаков Д. И. К берегам Аракса // Природа : журнал. — 1952. — № 8. — С. 90—97.
- Щербаков Д. И. и др. Н. Н. Тихонович // Нефтяное хозяйство : журнал. — 1952. — № 8. — С. 59—61.
- Щербаков Д. И. На побережье Иссык-Куля // Наука и жизнь : журнал. — 1952. — № 1. — С. 33—36.
- Щербаков Д. И. В мире подземных богатств // Наука и жизнь : журнал. — 1952. — № 9. — С. 21—23.
- Щербаков Д. И. Меняется лицо страны // Наука и жизнь : журнал. — 1952. — № 11. — С. 34—36.
- Щербаков Д. И. Советские ученые - великим стройкам коммунизма // Пропаганда и агитация : журнал. — 1952. — № 4. — С. 16—24.
- Щербаков Д. И. Открывателям новых богатств: советы туристам // Советский спорт : газета. — 1952. — № 17 мая.
- Щербаков Д. И. А. Е. Ферсман и его путешествия. Изд. 2-е, испр. и доп. — М.: Государственное издательство географической литературы, 1953. — 240 с.
- Щербаков Д. И. Как образуются руды: стенограмма публичной лекции. — М.: Знание, 1953. — 48 с.
- Щербаков Д. И. Состояние и некоторые задачи советской минералогии // Известия АН СССР. Серия геологическая : журнал. — 1953. — № 2. — С. 7—18.
- Щербаков Д. И., Афанасьев Г. Д. За дальнейшие успехи советской геологии и географии: выборы действительных членов и членов-корреспондентов АН СССР // Известия АН СССР. Серия геологическая : журнал. — 1953. — № 6. — С. 3—13.
- Щербаков Д. И. О проблеме генезиса полезных ископаемых и их размещении: выступление по докладу акад. А. Н. Несмеянова о задачах Академии наук СССР в свете решений XIX съезда КПСС // Вестник АН СССР : журнал. — 1953. — № 3. — С. 49—50.
- Щербаков Д. И. Технологическое направление работ А. Е. Ферсмана: реферат доклада на Заседании памяти А. Е. Ферсмана // Вестник АН СССР : журнал. — 1953. — № 7. — С. 102—104.
- Щербаков Д. И. Жизнь и деятельность В. А. Обручева: реферат доклада // Вестник АН СССР : журнал. — 1953. — № 11. — С. 78—80.
- Щербаков Д. И. Высочайшие вершины и оледенение Северо-Западного Памира // Природа : журнал. — 1953. — № 4. — С. 79—89.
- Щербаков Д. И. Научно-популярные книги академика В. А. Обручева о Центральной Азии // Природа : журнал. — 1953. — № 11. — С. 117—121.
- Щербаков Д. И. Владимир Афанасьевич Обручев: к 90-летию со дня рождения // Наука и жизнь : журнал. — 1953. — № 10. — С. 39—40.
- Щербаков Д. И. Путешественник, педагог, писатель: В. А. Обручев // Советский воин : журнал. — 1953. — № 18. — С. 24.
- Щербаков Д. И. Достижения советской геологической науки // Московская правда : газета. — 1953. — № 10 августа.
- Щербаков Д. И. По горам Крыма, Кавказа и Средней Азии. Путевые очерки. — М.: Государственное издательство географической литературы, 1954. — 200 с.
- Щербаков Д. И. Мои путешествия. (Как я стал географом). Изд. 2-е. — Л.: Детгиз, 1954. — 197 с.
- Щербаков Д. И. Академик В. А. Обручев - старейший путешественник и выдающийся советский учёный // Вопросы географии. Физическая география Азии. — М.: Государственное издательство географической литературы, 1954. — С. 13—22.
- Щербаков Д. И., Левицкий О. Д. Значение определения возраста интрузий для практической геологии // Труды I сессии Комиссии по определению абсолютного возраста геологических формаций, Москва, 12-15 апреля 1952 г. — М.: АН СССР, 1954. — С. 203—211.
- Щербаков Д. И. Основные итоги работ научных сессий и координационных совещаний: доклад на XIII сессии Совета по координации научной деятельности Академий наук союзных республик // Вестник АН СССР : журнал. — 1954. — № 4. — С. 19—21.
- Щербаков Д. И. Достижения советских ученых в изучении геологического строения и полезных ископаемых Украинской ССР: краткое изложение доклада // Вестник АН СССР : журнал. — 1954. — № 6. — С. 39—41.
- Щербаков Д. И. Первые итоги Высокоширотной арктической экспедиции 1954 года // Вестник АН СССР : журнал. — 1954. — № 9. — С. 10—16.
- Щербаков Д. И. Первые итоги Высокоширотной арктической экспедиции 1954 года // Вестник АН СССР : журнал. — 1954. — № 9. — С. 10—16.
- Щербаков Д. И. Состояние и некоторые задачи советской минералогии: краткое содержание доклада // Записки Всероссийского минералогического общества. — 1954. — Т. 83, № 3. — С. 295—296.
- Щербаков Д. И. Изучение недр Советской Украины // Природа : журнал. — 1954. — № 9. — С. 24—33.
- Щербаков Д. И. В центре Арктики // Природа : журнал. — 1954. — № 11. — С. 73—84.
- Щербаков Д. И. В сердце Арктики // Наука и жизнь : журнал. — 1954. — № 9. — С. 30—32.
- Щербаков Д. И. Сколько лет Земле?: о методах и технике изучения абсолютного возраста геологических формаций // Знание - сила : журнал. — 1954. — № 1. — С. 11.
- Щербаков Д. И. Успехи геологов // Наука і життя : журнал. — 1954. — № 5. — С. 21.
- Щербаков Д. И. Успехи геологов // Наука і життя : журнал. — 1954. — № 5. — С. 21.
- Щербаков Д. И. По центральной Арктике. Путевые впечатления: экспедиции советских ученых-полярников // Известия : газета. — 1954. — № 21 июля.
- Щербаков Д. И. Успехи советской науки о камне // Вечерний Ленинград : газета. — 1954. — № 122.
- Щербаков Д. И. Новые проблемы советской геологии: стенограмма публичной лекции, прочитанной в Центральном лектории Всесоюзного общества по распространению политических и научных знаний в Москве. — М.: Знание, 1955. — 32 с.
- Щербаков Д. И. В. И. Вернадский и советская минералогия: краткое содержание доклада // Вестник АН СССР : журнал. — 1955. — № 3. — С. 118.
- Щербаков Д. И. Основные итоги научной деятельности учреждений Отделения геолого-географических наук АН СССР в 1954 г // Вестник АН СССР : журнал. — 1955. — № 4. — С. 80—81.
- Щербаков Д. И. Некоторые проблемы геологии // Наука и жизнь : журнал. — 1955. — № 1. — С. 14—16.
- Щербаков Д. И. Советская минералогия на службе народного хозяйства: к 10-летию со дня смерти А. Е. Ферсмана // Природа : журнал. — 1955. — № 5. — С. 27—36.
- Щербаков Д. И. К южной оконечности земной оси // Огонёк : журнал. — 1955. — № 1. — С. 9.
- Щербаков Д. И. Загадки Антарктиды // Огонёк : журнал. — 1955. — № 49. — С. 17—18.
- Щербаков Д. И. Сколько лет Земле? // Ответы на вопросы трудящихся. Вып. 64 : брошюра. — 1955. — С. 62—64.
- Щербаков Д. И. Научные исследования в Арктике и Антарктике // Московская правда : газета. — 1955. — № 25 сентября (N 228).
- Щербаков Д. И. В далекую Антарктиду // Советская Литва : газета. — 1955. — № 3 ноября.
- Щербаков Д. И. Экспедиция в Антарктику // Советская культура : газета. — 1955. — № 12 ноября.
- Щербаков Д. И. На самолете по Арктике. — Л.: Детгиз, 1956. — 146 с.
- Щербаков Д. И. Для чего учёные исследуют Антарктику. — М.: Московский рабочий, 1956. — 56 с.
- Щербаков Д. И. Современная Антарктика и задачи её изучения. — М.: Знание, 1956. — 40 с.
- Щербаков Д. И. Антарктика и задачи её изучения: материалы к лекции. — М.: Типография всесоюзного общества по распространению политических и научных знаний, 1956. — 32 с.
- Хват Л. Щербаков Д. И. Научные результаты антарктических экспедиций // Загадочный материк. — М.: Государственное издательство географической литературы, 1956. — С. 259—285.
- Щербаков Д. И. В. И. Вернадский и советская минералогия // Вопросы истории естествознания и техники. — М.: АН СССР, 1956. — С. 138—147.
- Щербаков Д. И. Основные черты творчества А. Е. Ферсмана // Вопросы геохимии и минералогии. — М.: АН СССР, 1956. — С. 5—8.
- Щербаков Д. И. XX сессия Международного геологического конгресса в Мексике // Известия АН СССР. Серия геологическая : журнал. — 1956. — № 12. — С. 7—20.
- Щербаков Д. И. Отчетный доклад за 1955 г. на Общем собрании Отделения геолого-географических наук // Вестник АН СССР : журнал. — 1956. — № 4. — С. 98—99.
- Щербаков Д. И. Сессия Международного геологического конгресса в Мексике // Вестник АН СССР : журнал. — 1956. — № 12. — С. 62—65.
- Щербаков Д. И. От Арктики до Антарктики // Наука и жизнь : журнал. — 1956. — № 1. — С. 20.
- Щербаков Д. И. На берегах Антарктиды // Наука и жизнь : журнал. — 1956. — № 4. — С. 33—36.
- Щербаков Д. И. На конгрессе геологов: XX Международный конгресс геологов // Наука и жизнь : журнал. — 1956. — № 4. — С. 55—57.
- Щербаков Д. И. Горячие источники и радиоактивность // Наука и жизнь : журнал. — 1956. — № 9. — С. 63.
- Щербаков Д. И. Научные проблемы Антарктики // Природа : журнал. — 1956. — № 2. — С. 44—55.
- Щербаков Д. И. Прокладывать пути новому! // Смена : журнал. — 1956. — № 16. — С. 8.
- Щербаков Д. И. Изучение Антарктиды // Литературная газета. — 1956. — № 10 января.
- Щербаков Д. И. За чёткую координацию научных исследований // Правда. — 1956. — № 9 ноября.
- Щербаков Д. И. Над чем трудятся советские геологи // Красная звезда. — 1956. — № 4 марта.
- Щербаков Д. И. За дальнейший расцвет науки в Литовской ССР // Советская Литва. — 1956. — № 1 апреля.
- Щербаков Д. И. Исследования советских ученых в Арктике и Антарктике // Советская Эстония. — 1956. — № 1 апреля.
- Щербаков Д. И. Поднять научную работу в Эстонской ССР на новую высшую ступень // Советская Эстония. — 1956. — № 8 апреля.
- Щербаков Д., Преображенский Н. Содружество ученых и кинематографистов // Советская культура. — 1956. — № 10 апреля.
- Щербаков Д. И. Шестой континент: о научных исследованиях в Антарктике // Советская Россия. — 1956. — № 13 октября.
- Щербаков Д. И. Поездка в Мексику. Путевые впечатления. — М.: Государственное издательство географической литературы, 1957. — 96 с.
- Щербаков Д. И. У порога новой эры // Советский искусственный спутник Земли. — М.: Правда, 1957. — С. 31—32.
- Щербаков Д. И. Первоочередные задачи определения абсолютного возраста интрузий Средней Азии // Труды IV сессии Комиссии по определению абсолютного возраста геологических формаций. — М.: АН СССР, 1957. — С. 14—21.
- Щербаков Д. И. В центре Арктики // Через океан на дрейфующих льдах. — М.: Государственное издательство географической литературы, 1957. — С. 138—158.
- Щербаков Д. И. Отчетный доклад о работе Отделения за 1956 г. на Отчетно-выборном собрании Отделения геолого-географических наук АН СССР, 29-30 января 1957 г // Известия АН СССР. Серия геологическая : журнал. — 1957. — № 3. — С. 118—119.
- Щербаков Д. И. На XX Сессии Международного геологического конгресса в Мексике // Известия АН СССР. Серия геологическая : журнал. — 1957. — № 3. — С. 122—128.
- Щербаков Д. И. Советская геология за 40 лет // Известия АН СССР. Серия геологическая : журнал. — 1957. — № 11. — С. 3—7.
- Щербаков Д. И., Цицин Н. В., Зенкевич Л. А. В защиту природы // Природа : журнал. — 1957. — № 1. — С. 7—17.
- Щербаков Д. И. На конгрессе геологов в Мексике // Природа : журнал. — 1957. — № 1. — С. 49—50.
- Щербаков Д. И., Левин Б. Ю. Борец за материалистическую науку: к годовщине со дня смерти О. Ю. Шмидта // Природа : журнал. — 1957. — № 9. — С. 40—48.
- Щербаков Д. И. Советские научные экспедиции // Новое время : журнал. — 1957. — № 12. — С. 25—27.
- Щербаков Д. И. С новым геофизическим годом // Знание - сила : журнал. — 1957. — № 6. — С. 1—2.
- Щербаков Д. И. Отвечает академик Д. И. Щербаков: об использовании внутреннего тепла Земли // Знание - сила : журнал. — 1957. — № 11. — С. 27—28.
- Щербаков Д. И. Я уверен... // Знание - сила : журнал. — 1957. — № 11. — С. 35.
- Щербаков Д. И. Клады в базальте // Техника молодёжи : журнал. — 1957. — № 9. — С. 4—5.
- Щербаков Д. И. Роль В. И. Вернадского в изучении природных ресурсов нашей страны // Вопросы истории естествознания и техники : журнал. — 1957. — № 5. — С. 92—95.
- Щербаков Д. И. В стране народа Таи. — М.: Географгиз, 1959. — 117 с.

### 1960
- Щербаков Д. И. От Арктики до тропиков. — М.: Советская Россия, 1960. — 200 с.
- Щербаков Д. И. Выдающиеся достижения советской науки - триумф марксизма-ленинизма. — М.: Знание, 1960. — 20 с.
- Щербаков Д. И. Отчёт о 1-м Международном океанографическом конгрессе. — М.: ВИНИТИ, 1960. — 35 с.
- Щербаков Д. И. XXII съезд КПСС о рациональном освоении полезных ископаемых. — Общество по распространению политических и научных знаний, 1961. — 12 с.
- Щербаков Д. И. Геология на новых путях. — М.: Знание, 1962. — 48 с.
- Щербаков Д. И. Пучины океана. — М.: Академия наук СССР, 1962. — 116 с.
- Щербаков Д. И. Роль геологии в создании материально-технической базы коммунизма. — М.: Знание, 1962. — 17 с.
- Щербаков Д. И. Учёный-мыслитель: выдающийся минералог и геохимик В. И. Вернадский // Природа : журнал. — 1963. — № 3. — С. 49—56.
- Щербаков Д. И. Из истории комиссии по изучению естественных производительных сил России // Жизнь и творчество Владимира Ивановича Вернадского по воспоминаниям современников: к 100-летию со дня рождения. — М.: Издательство Академии наук СССР, 1963. — С. 34—45.
- Щербаков Д. И. Состояние и задачи пропаганды вопросов освоения и рационального использования природных ресурсов. — М.: Общество «Знание» РСФСР, 1964. — 29 с.

## Посмертные издания
Щербаков Д. И. Избранные труды: В 3 томах / Гл. ред. А. П. Виноградов. М.: Наука, 1969—1971:
- Т. 1. Металлогения и геохимия Средней Азии. 1969. 319 с.;
- Т. 2. Задачи геологических наук. Проблемы металлогении. 1969. 304 с.;
- Т. 3. Научно-популярные очерки. 1971. 328 с